# Eilema atratula
Eilema atratula là một loài bướm đêm thuộc phân họ Arctiinae, họ Erebidae.